# William Newmarch
Guillaume Newmarch (28 janvier 1820-23 mars 1882) est un banquier, économiste et statisticien britannique.

## Biographie
Né à Thirsk, Yorkshire, Newmarch va à l'école à York et y occupe des postes de commis. Commis pour un distributeur de timbres, il passe au Yorkshire Fire and Life Office, puis à la banque Leatham, Few, and Co., à Wakefield (1843–1846). Il part ensuite à Londres et occupe des fonctions dans trois institutions financières, la Banque d'Agra (1846–1851), secrétaire de la Globe Insurance Company (1851–1862) et directeur général de la banque de Glyn, Mills &amp; Co. (1862–1881).
Newmarch prend une part active à la Royal Statistical Society, dont il est l'un des secrétaires honoraires, rédacteur en chef de sa revue et président (1869-1871), et au Political Economy Club. Il est également élu membre de la Royal Society.
Newmarch meurt à Torquay le 23 mars 1882 et est enterré au cimetière de West Norwood.

## Travaux
Au début de sa vie, Newmarch publie un Guide de York, entreprend une correspondance dans le Sheffield Iris et donne des conférences. Il rédige des articles dans des magazines et des journaux. Sa connaissance de la banque est utile devant le comité parlementaire restreint sur les lois sur les banques en 1857.
Newmarch collabore avec Thomas Tooke dans les deux derniers volumes de son Histoire des prix et est responsable de la plupart des travaux qu'ils contiennent. Pendant 19 ans, il écrit une enquête sur l'histoire commerciale de l'année dans The Economist.
Après la mort de Newmarch, des amis fondent un Newmarch Lectureship en sciences économiques et statistiques à l'University College de Londres. Arthur Lyon Bowley, Josiah Stamp, George Udny Yule et Theodore Gregory figurent parmi les conférenciers.